# Careware
Careware è un software concesso in licenza in modo da avvantaggiare un'organizzazione di beneficenza. Il careware è noto anche come charityware, goodware, o helpware. Alcuni careware sono distribuiti gratuitamente e l'autore suggerisce che il pagamento venga effettuato a un ente di beneficenza indicato o a un ente di beneficenza scelto dall'utente. Il careware commerciale, d'altro canto, prevede una tassa per beneficenza oltre alle spese di distribuzione.

## Visione d'Insieme
Il termine "careware" sembra essere apparso per la prima volta nel 1991 sul Dr. Dobb's Journal ed è attribuito ad Al Stevens. Stevens stava sviluppando una libreria di interfacce utente e pubblicando il codice sorgente in rate mensili. Per distribuire il codice ai lettori, Stevens suggerì di inviargli una busta con indirizzo e affrancatura con un dischetto vuoto. Ha copiato il codice sul dischetto e lo ha restituito. Ha anche suggerito che per esprimere il loro apprezzamento includessero un dollaro, che avrebbe donato alla banca alimentare locale nella Contea di Brevard. Ha chiamato questo metodo "careware".

## Esempi

### Esempi non commerciali
- FireFTP, un client FTP una volta disponibile per Firefox.
- KiXtart, un linguaggio di scripting per Windows
- Peazip
- Vim (editor di testo)
- Windows Live Messenger (tramite l'iniziativa "i'm" )

### Esempi commerciali
- Product Red